# Zopiklon
A zopiklon a ciklopirolon vegyületek közé tartozó altató, szerkezetileg a benzodiazepinekkel nem mutat rokonságot.
Bár nincs szerkezeti rokonságban a benzodiazepinekkel, nagy affinitást és szelektivitást mutat a GABA-benzodiazepin makromolekuláris receptor komplex klorid ioncsatornájához. A zopiklon ezekhez a benzodiazepin receptor struktúrákhoz kötődik, melyek specifikusak ezekre a ciklopirolon származékokra, különböző konformáció változásokat hoz létre a benzodiazepin receptor komplexen és a GABA-A-benzodiazepin receptor komplex stimulációjával fokozza az inhibitoros klorid-csatornák nyitódását. A zopiklonnak a benzodiazepinekhez hasonlóan szedatív, hipnotikus, anxiolitikus, antikonvulzív és izomrelaxáns hatása is van a klinikai dózisokban. A zopiklon adását követően az altató hatás 15-20 perc múlva kialakul.
A zopiklon csökkenti az elalváshoz szükséges időt, csökkenti az éjszakai felébredések számát, fokozza az alvás időtartamát és javítja az alvás és ébredés minőségét. A vizsgálatok alapján a zopiklonnak csekély a hatása az alvás fiziológiás struktúrájára. Nem csökkenti a REM periódusok számát, és megvédi a lassú hullámú alvások (NREM) minőségét. Terápiás adagokban nincs káros hatása a respiratorikus és kardiovaszkuláris funkciókra. Az adását követő másnap reggel minimális a hatása a pszichomotoros teljesítményre és a mentális éberségre.

## Fordítás
- Ez a szócikk részben vagy egészben  a   Zopiclone című angol Wikipédia-szócikk fordításán alapul.  Az eredeti cikk szerkesztőit annak laptörténete sorolja fel. Ez a jelzés csupán a megfogalmazás eredetét és a szerzői jogokat jelzi, nem szolgál a cikkben szereplő információk forrásmegjelöléseként.